# Тимофеева пшеница
Тимофеевата пшеница (Triticum timopheevii) е вид растение от семейство Житни (Poaceae).
Тя е незастрашен вид. Таксонът е описан за пръв път от Пьотър Жуковски през 1928 година.

## Подвидове
- Triticum timopheevii subsp. armeniacum
- Triticum timopheevii subsp. militinae
- Triticum timopheevii subsp. timopheevii